# Saltrio
Saltrio är en ort och kommun i provinsen Varese i regionen Lombardiet i Italien. Kommunen hade 3 097 invånare (2018).